# Alborán

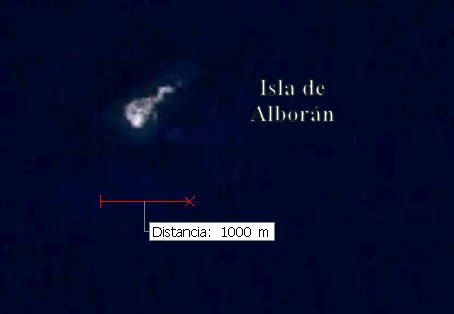
Vista satèl·lit de l'illa d'Alborán

Alborán (en àrab al-Buran) és un illot volcànic situat al bell mig de la mar d'Alborán, entre Adra (Almeria) i Thleta Madari (cap de les Tres Forques, al Marroc). És un enclavament de sobirania espanyola, adscrit a la província andalusa d'Almeria.
Serveix d'enllaç del cable submarí que uneix Melilla i Almeria. Els únics habitants són els militars, ja que fa anys que el far no necessita operaris. Tot i així existeix un cementiri on descansen els cadàvers de l'antiga família farera i un aviador mort durant la Guerra Civil espanyola.